# Arthur Bruce McDonald
Arthur Bruce McDonald, (Sydney, Nova Škotska, 29. kolovoza 1943.), kanadski fizičar. Diplomirao (1965.) na Sveučilištu Dalhousie u Halifaxu, a doktorirao (1969.) u Kalifornijskom institutu za tehnologiju. Od 1982. bio profesor na Sveučilištu u Princetonu u New Jerseyu. Sredinom 1980-ih postao je članom skupine koja je u rudniku blizu Sudburyja (Ontario) postavila spremnik teške vode mase 1 000 tona, odnosno detektor neutrina za sva tri neutrinska okusa (elektronski, mionski i tauonski) s pomoću kojega je istraživan problem nedostatka elektronskih neutrina u Sunčevu zračenju. Pokazalo se da je ukupan broj neutrina u skladu s teorijskim predviđanjima, a nedostatak elektronskih neutrina objašnjen je njihovim pretvaranjem u mionske i tauonske neutrine (2002.). Za otkriće oscilacija okusa neutrina, koje je potvrdilo da neutrini imaju masu, s T. Kajitom dobio Nobelovu nagradu za fiziku 2015.

## Neutrino
Neutrino (talijanski, od neutr[on] + -ino, talijanski deminutivni nastavak) (oznaka ν) je subatomska čestica, lepton bez električnoga naboja, vrlo malo mase, koji se giba brzinom bliskom brzini svjetlosti. Neutrino je kao laku električki neutralnu česticu spina ½ postulirao Wolfgang Pauli (1930.) kako bi objasnio očuvanje energije u nekim nuklearnim procesima (na primjer: 13N → 13C + e+ + ν). Nakon što je James Chadwick 1932. otkrio neutron, Enrico Fermi je 1934. ugradio Paulijevu postuliranu česticu u svoju teoriju slabe sile i nazvao ju neutrinom (malim neutronom). Kao svaka čestica koja zadovoljava Fermi-Diracovu statistiku, i neutrino ima antičesticu, takozvani antineutrino, koji se od neutrina razlikuje samo u svojstvima simetrije. Elektronski se neutrino emitira iz protona u pozitivnom beta raspadu (p → n + e+ + νe) dok se elektronski antineutrino emitira iz neutrona u negativnom beta-raspadu (n → p + e– + ν–e). 
Mjerenjima između 1954. i 1956. uspjelo se opaziti neutrine putem takozvanog inverznoga β-procesa. U pokusu koji je izveo Frederick Reines opaženi su elektronski antineutrini, uhvatom kojih se, u skladu s Fermijevom teorijom, na jezgrama vodika stvaraju neutroni i pozitroni: ν̄ + p → n + e+. Akceleratorski pokusi omogućili su otkriće mionskih (1962.) i tauonskih (sredinom sedamdesetih) neutrina, stvorenih u paru s mionima i tauonima. Da se radi o neutrinima druge generacije pokazali su pokusi, koje su izveli Leon Lederman, Melvin Schwartz i Jack Steinberger. Kozmičke su neutrine detektirali Raymond Davis, ml. i Masatoshi Koshiba. Uz kozmičke neutrine vezano je otkriće oscilacija okusa neutrina: pošto su prije ustanovljene zasebne neutrinske vrste (okusi νe, νμ, ντ kojima su zaokružene tri obitelji čestica standardnoga modela čestica), za elektronske neutrine emitirane sa Sunca ustanovljena je njihova transmutacija u mionske, a za mionske neutrine stvorene u Zemljinoj atmosferi njihov prijelaz u tauonske neutrine. Pokuse s velikim vodenim detektorima neutrina smještenim duboko u rudnicima vodili su Masatoshi Koshiba u Japanu i Arthur Bruce McDonald, u Kanadi. Promjene okusa neutrina pokazuju da neutrini imaju masu.